# Helmut Schmidt
Helmut Heinrich Waldemar Schmidt (Hamburg, 1918. december 23. – Hamburg, 2015. november 10.) német szociáldemokrata politikus, 1974 és 1982 között az NSZK kancellárja.
1961–1965 között Hamburgban szenátor, 1967–1969 között az SPD bundestagbeli frakciójának vezetője volt. A német szövetségi kormánynak 1969-től volt tagja, előbb 1972-ig hadügyminiszter, majd 1972-ben gazdasági és pénzügyminiszter, 1972–1974 között pénzügyminiszter, 1982. szeptember 17-től 1982. október 1-jéig külügyminiszter volt.
1983-ban a Die Zeit című hetilap egyik kiadója. Az Emnid 2005-ös közvélemény-kutatása szerint Helmut Schmidt az újabbkori német történelem legkedveltebb politikusa.

## Élete
Helmut Schmidt Hamburgban született. Népiskolai tanító édesapja diplomás kereskedelmi iskolai oktatóvá küzdötte fel magát. Az 1937-es érettségi után munkaszolgálatos és sorkatonai szolgálatot teljesített. 1939-ben katonai szolgálatra behívták a Wehrmachthoz, később Berlinben tiszti iskolán volt. 1941 és 1942 között a keleti fronton harcolt és a 2. osztályú vaskereszt kitüntetést kapta, majd 1944-ig a birodalmi légiközlekedési minisztériumban és Bernauban légvédelmi oktatási anyagok kidolgozásával foglalkozott.
Az 1944. július 20-i merénylet kirakatperében Schmidt főhadnagyot kötelező hallgatónak delegálták a minisztériumtól. Schmidt visszataszítónak találta Roland Freisler bíró viselkedését, ezért kérte, és el is érte a felmentését a perben való hallgatóságtól.
Schmidt 1944 decemberétől a nyugati fronton volt ütegparancsnok, 1945 áprilisában brit hadifogságba került, augusztusban elengedték a hadifogságból.
A hadifogság után Hamburgban közgazdász egyetemi hallgató, 1949-ben diplomával fejezte be tanulmányait.
1953-ig Hamburgban korábbi professzora Karl Schiller által vezetett gazdasági és közlekedési hivatalban dolgozott, 1952-től a közlekedési hivatalt vezette.
Helmut Schmidt apja egy német zsidó kereskedő és egy pincérnő házasságon kívüli fia volt. Saját vallomása szerint apjával együtt okirat-hamisítással eltussolták származását. Schmidt csak 1984-ben hozta ezeket a tényeket nyilvánosságra.
Schmidt 1942. június 27-én feleségül vette ifjúkori szerelmét, Hannelore Glasert, akit közkedvelt becenevén (Loki) szólítanak. Felesége pedagógusként dolgozott 40 éven át, később pedig botanikusként szerzett nevet magának. Két gyerekük volt, fia egyévesen meghalt, lánya, Susanne 1947-ben született, Londonban a Bloomberg gazdasági TV munkatársa. Helmut Schmidt egy sorházban élt Hamburgban feleségével, aki 91. életévében meghalt. Az 1970-es években fogadta Leonyid Brezsnyev szovjet államfőt és kommunista pártvezetőt. Brezsnyev egyszerűen nem akart hinni a szemének, hogy egy nyugati kormányfő ennyire szerény körülmények között él.
Schmidt nyilatkozata szerint nem vallásos, de nem is ateista.
A politikának inkább az értelemre van szüksége, mint a vallásra, de a vallás szükséges, hogy ellensúlyozni tudja a morális hanyatlást.

## Politikai életút

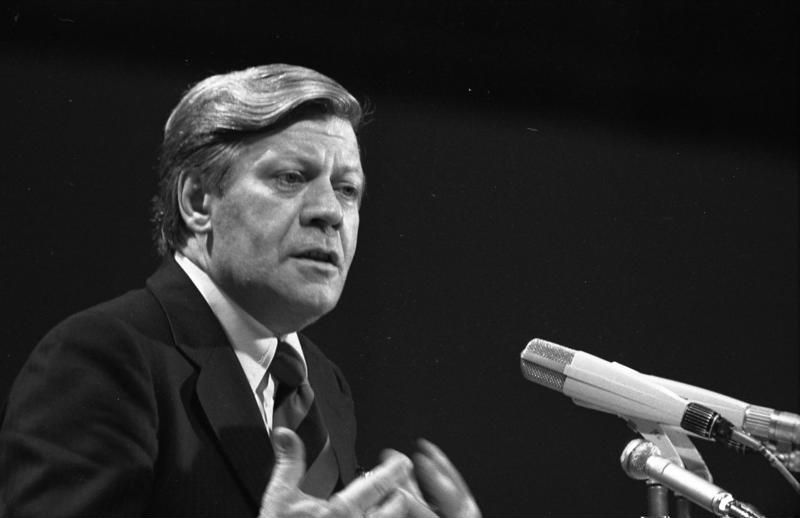
Helmut Schmidt egy SPD pártgyűlésen Dortmundban, 1976

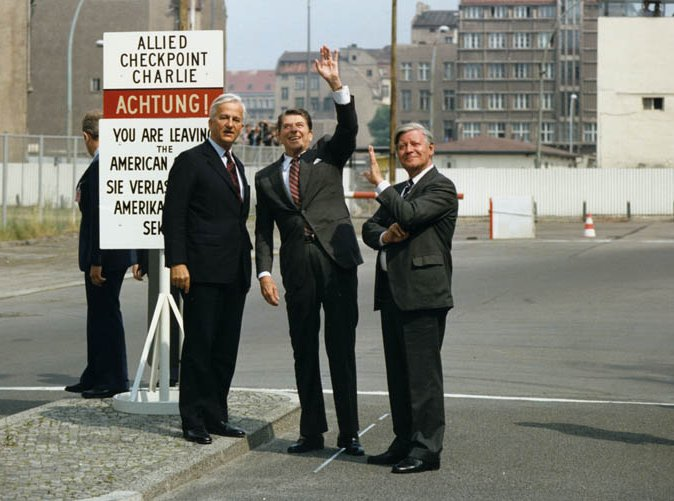
Richard von Weizsäcker Berlin polgármestere, Ronald Reagan amerikai elnök és Helmut Schmidt 1982. június 11-én a Checkpoint Charlie előtt

Schmidt ifjúkora politikamentesen telt el, a weimari köztársaság idején még gyermek volt, a náci eszmékkel pedig származása és érdeklődése (főleg a hivatalosan „elfajzott művészet”-nek nevezett expresszionizmus iránti rajongása) miatt nem tudott szimpatizálni. 1945-ben a hadifogolytáborban ismerkedett meg a szociáldemokrata eszmékkel, hazatérve pedig tagnak jelentkezett az újjáalakuló pártba. Egyetemi évei politikai tapasztalatokkal is gazdagították, 1947-től a nyugati övezetekben működő Német Szocialista Diákszövetség (SDS) elnöke lett.
1953-ban indult először a parlamenti képviselőségért, elsőként forgatott magának reklámfilmet a német politikatörténetben. Egyéniben mégsem sikerült neki bejutnia a Bundestagba, de a párt hamburgi listájáról mégis mandátumot szerzett. Kezdetben közlekedési kérdésekben szólalt fel, de igazán fontos szerepet az ötvenes évek közepén kapott, a katonai és biztonságpolitikai viták során. A Bundestagban hamar híres lett erős hangvételű hozzászólásairól. Az 1956-tól hadügyminiszteri posztot betöltő CSU-főtitkár, FranzJosef Strauß ellenlábasa lett. Önmagát egy interjúban nagyszájúnak jellemezte, így kapta meg legismertebb gúnynevét (Schmidt-Schnauze). A politika iránt érdeklődő közvélemény előtt ismertté 1958. március 22-én elmondott beszédével vált. A Bundeswehr felépítését, a jövő hadseregének kialakítását Strauss elképzelhetetlennek tartotta atomfegyverek nélkül. Az SPD-s ifjú képviselő Helmut Schmidt - 1957-től a frakcióvezetés tagja - rendre megtorpedózta a miniszter érveit, majd továbbmenve megállapította: az atomfegyverek tárgyában elfogadott határozat ugyanolyan szerepet fog betölteni a német demokrácia történetében, mint 1933-ban a hitleri felhatalmazási törvény.
Az NSZK-ban sokan akkor kezdtek szimpatizálni Helmut Schmidttel, amikor 1961-ben átvette a hamburgi belügyi szenátori megbízását, majd 1962-ben a hadsereg és a határvédelem egységeit is bevetette az árvíz megfékezésére. Belügyi szenátorként levezényelte a mentést minden idők egyik legnagyobb hamburgi árvize során. Schmidt érdemének tartják, hogy egy milliós városban mindössze 315 áldozatot követelt az árvíz.
1965-től ismét Bundestag-képviselő, 1966-tól (hivatalosan 1967-től) az SPD parlamenti frakciójának vezetője. Az 1968-as diáklázadások ellenérzéseket váltottak ki Schmidtből. Számára a parlamentáris demokrácia az elérhető legjobb államforma volt - azokkal, akik az NSZK-t fasisztoid államnak nevezték, nem tudott egyetérteni. Pártjának azon lépése, hogy egyre több embert befogad a mozgalomból, még inkább növelte szkepszisét. Számot vetve kortársaival, világossá vált előtte, hogy a hetvenes évek az SPD szempontjából Willy Brandt kancellárságát fogják hozni, a következő generációváltásnál, 1980 körül pedig már túl idős lesz ahhoz, hogy az élre kerüljön.
1969-től, az SPD–FDP-koalíció megalakulásától kezdve kormánytag: Brandt a honvédelmi tárcát bízta rá. 1972-ig komolyan foglalkozott a politikából való távozás gondolatával. Brandttal egyre kevésbé talált közös nevezőt, 1973-ra már egyfajta társkancellár szerepébe került (pénzügyminiszter volt 1972-74 között), bár ez egyre többekkel (különösen Brandt-szimpatizánsokkal) szembeállította.
Willy Brandt lemondása után a Bundestag Helmut Schmidtet 1974. május 16-án a Németországi Szövetségi Köztársaság ötödik kancellárának választotta. Schmidt az utolsó pillanatban vissza akart táncolni: Brandt lemondásába nem volt hajlandó beletörődni, a kancellári címet nem „királygyilkosként” akarta megszerezni.
1975 utolsó heteiben a Financial Times az év embere kitüntetéssel jutalmazta a német kancellárt.
A hetvenes évek, Schmidt kancellársága az emelkedő reálbérek és a növekvő nyugdíjak időszakának számított. Pragmatikus politikája miatt több alkalommal tüntettek Schmidt ellen, például az új atomerőművek építését célzó politikája, az általa javasolt NATO kettős határozat és takarékossági politikája ellen.
Schmidt második kormányzási periódusában még szorosabbra fűzte az NSZK kapcsolatait a Közös Piaccal, a NATO-val és az USA-val. Nyugat-Európában az NSZK maradt a legtekintélyesebb gazdasági hatalom.
Az 1977-es volt a legnehezebb év. A NATO kettős határozata a Pershing-rakéták európai telepítéséről, a második olajárrobbanás okozta gazdasági recesszió, a Vörös Hadsereg Frakció (RAF) merényletei komoly döntések elé állították a kormányt és a kancellárt. Schmidt azonban mindvégig következetes tudott maradni, szem előtt tartva a jogállamiság elveit éppúgy, mint a szovjet kihívásra adandó egységes nyugati válasz szükségességét.

1980-ban Schmidt régi vetélytársát, Franz Josef Straußt legyőzve megmaradhatott kancellári székében, választási győzelmét viszont elsősorban a megerősödött FDP-nek köszönhette, akik így nagyobb érdekérvényesítő súlyhoz jutottak a koalíción belül.
Kül- és biztonságpolitikai elképzeléseit már egyre kevésbé támogatta az SPD - 1981-től az egyre népesebb tábort maga mögött tudó békemozgalom mellé állt a nagyobb kormánypárt többsége, Brandt is csak nagy üggyel-bajjal tudta Schmidtet megvédeni pártjával szemben; gazdasági és szociálpolitikáját pedig egyszerre támadta az SPD balszárnya és a liberális FDP. A második olajválságot (1979-től) a német nemzetgazdaság már nem tudta elviselni, az állam pedig úszott az adósságban, sem gazdaságélénkítésre, sem a szociális kiadásokra nem jutott elég pénz. Saját pártjának balszárnya szerint Schmidt kormánya neokonzervatív politikát folytatott, a jóléti állam megszüntetésére törekedve, ahelyett, hogy a gazdagabbaktól nagyobb adókat szedett volna be, a liberálisok szerint pedig a kormány túlságosan az állami beavatkozásra alapítja politikáját.
Schmidt igyekezett felülkerekedni a kibontakozó politikai válságon (1982. február 5-én bizalmi szavazást erőszakolt ki a Bundestagból, ezt sikerült megnyernie, majd áprilisban átalakította kormányát). A kormányzás már csak túlélésre játszást jelentett, a nagy erővel kiküzdött kompromisszumok csak rövid ideig éltek. Hans-Dietrich Genscher FDP-elnök, alkancellár és külügyminiszter már 1981 augusztusában fordulatot sürgetett a gondolkodásban - ezzel egy időben elkezdett a kormányváltáson is dolgozni.
Az FDP 1982 szeptember elején átfogó gazdasági programot javasolt a kormánynak, ami a jóléti kiadások radikális visszafogását és átfogó deregulációt kívánt elérni. Az SPD soraiban kitört felháborodáson a kancellár sem tudott úrrá lenni. Schmidt 1982. szeptember 17-én bejelentette az FDP vezetőinek, hogy befejezettnek tekinti a közös kormányzást. Még mielőtt elbocsátotta volna a négy szabad demokrata kormánytagot, azok önként lemondtak tisztségeikről.
1982. október 1-jén a Bundestag konstruktív bizalmatlansági indítvány útján, a CDU, a CSU és az FDP szavazataival Helmut Kohlt választotta Schmidt utódjának. Az 1982 októberében a bonni ellenzék által beterjesztett indítvány elfogadása a Brandt és Schmidt kancellárok nevével fémjelzett, 1969-ben létrejött szociálliberális együttműködés felbontását jelentette.
Ellenzéki képviselőként 1986-ig tagja maradt a Bundestagnak. 1983 novemberében az SPD rendkívüli kongresszusán a rakétatelepítés melletti beszédével még inkább magára haragította pártjának többségét - alig tucatnyi kongresszusi küldött állt mellé. A párt többsége a leszerelés feladását nem volt hajlandó eltűrni és a tárgyalások folytatása mellett döntött. A kongresszus végén Schmidt és Brandt kézfogás és búcsú nélkül váltak szét. A parlament végszavazásán Schmidt tartózkodott - mert nem kívánt szembeállni pártjával. Schmidt 1986. szeptember 10-én lemondott mandátumáról.

## Újságírói munkássága

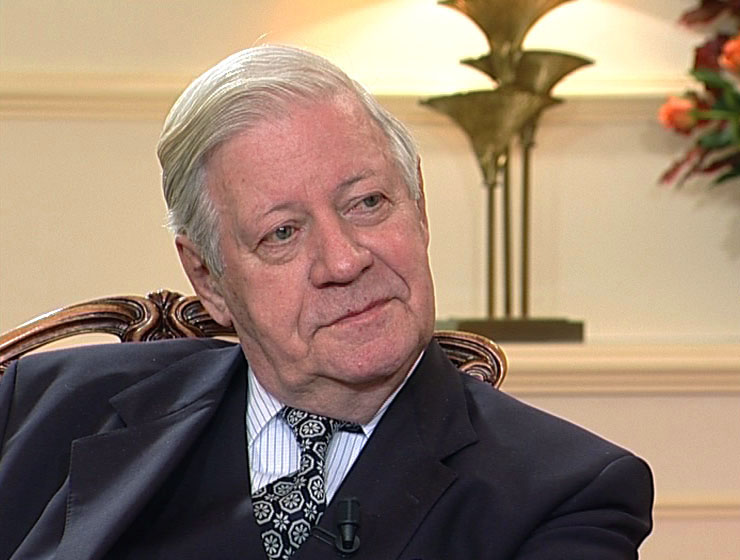
Schmidt, 2001

Schmidt 1986-ig vett részt képviselőként a szövetségi parlament munkájában, közben a Die Zeit kommentátoraként, kiadójaként is tevékenykedett. Könyvei, cikkei, nyilatkozatai, tanácsai az újraegyesített Németországban is gyakran figyelmet kaptak.
A közvetlen politizálástól való visszavonulása után Schmidt főállású újságíróként, lapkiadóként tevékenykedett. A liberális szellemiségű Die Zeit hetilap egyik kiadója, szerkesztőbizottságának a tagja lett. Két társával együtt ő szabta meg a lap irányultságát, a fontosabb cikkek témáját. Egészen a halálát megelőző időkig a pénteki szerkesztőbizottsági üléseken aktívan vett részt. Időnként maga is írt, ám gondolatait szívesebben tette közzé könyvek formájában. Megjelent köteteinek a száma jóval 30 fölött jár.
Saját maga ugyanakkor e tevékenységéről máshogy vélekedett. Arra a kérdésre, hogy magát legalább részben újságírónak érzi-e, így válaszolt: „Attól tartok nem. És tudja miért? (…) Mert egész egyszerűen nem tudok leszokni arról, hogy alaposan dolgozzak.”

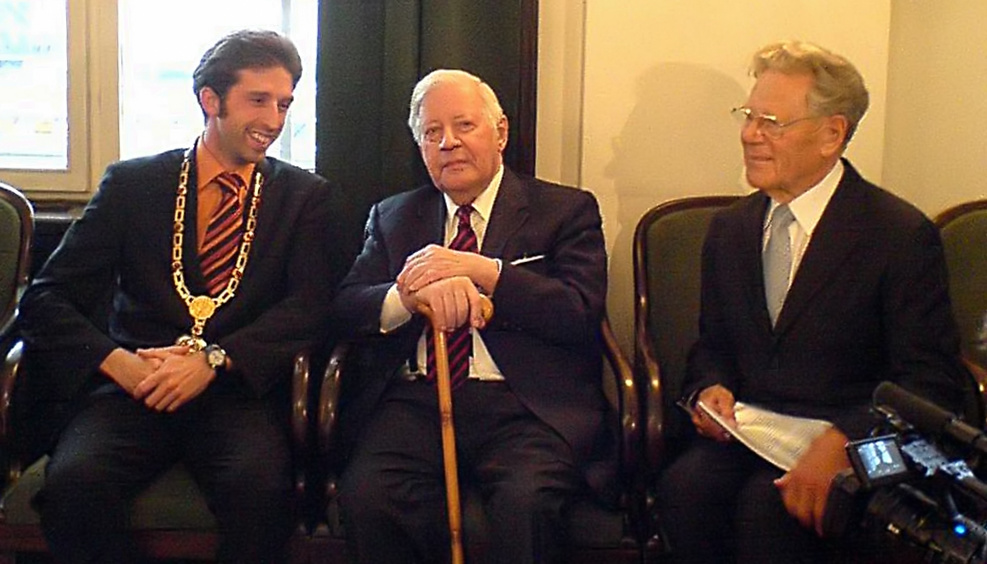
A 90 éves Helmut Schmidt (középen) Tübingenben. Jobbra Hans Küng, balra Boris Palmer.

## Zongorista, író, könyvei
- Bach: Concertos for 2, 3 and 4 Pianos BWV 1060,1061,1063,1065 Frantz Justus (zongora), Gerhard Oppitz (zongora), Helmut Schmidt (zongora), Christoph Eschenbach (karmester), The Philharmonic State Orchestra Hamburg (1985)
- Helmut Schmidt, Das Mozart-Konzert, Christoph Eschenbach, Justus Frantz und Helmut Schmidt (nur KV 242), Klavier, London Philharmonic Orchestra Ltg.: Christoph Eschenbach Wolfgang A. Mozart: Konzert für drei Klaviere und Orchester F-Dur KV 242 Konzert für zwei Klaviere und Orchester Es-Dur KV 365 (KV 316a) EMIclassics50999 2 67038 2
- Helmut Schmidt, A globalizáció Európa Könyvkiadó 1999–1997 és 1998 fordulóján a düsseldorfi Heine Egyetemen három előadást tartott a globalizációról. Előadásainak szerkesztett változata ez a könyv a bankfelügyeletek, a munkaerő-gazdálkodás, a jogi szabályozás területén kívánatos lépésekről. ISBN 963-07-6629-9
- Helmut Schmidt, Hand aufs Herz Ullstein Taschenbuchvlg., 2003, ISBN 3-548-36460-8

## Politikai filozófiája
„A politika pragmatikus cselekvés erkölcsi célok érdekében.” – hangoztatta Schmidt, akinek legfőbb hivatkozási alapjai Karl Popper és Immanuel Kant volt.
Helmut Schmidt magas kora ellenére folytatott elemző tevékenységet, például súlyos tévedésnek tekintette az amerikaiak iraki beavatkozását, utólagosan is helytelenítette a NATO katonai beavatkozást a Balkánon, a gazdasági világválságot a kapitalizmus mély válságának nevezte. Ellenben továbbra is hitt a magántulajdonon alapuló társadalom magasabbrendűségében.
Négy életrajz jelent meg 2008-ban Helmut Schmidtről. Közte saját könyve, a Szolgálaton kívül, és felesége Mesélj már a múltról című írása.

## Művei magyarul
- A globalizáció. Politikai, gazdasági és kulturális kihívások; ford. Ara-Kovács Attila; Európa, Bp., 1999
- Nyugállományban. Számvetés; ford. Csősz Róbert; Európa, Bp., 2010

### Magyarul
- Csontos György: Mire szavazott az NSZK? Kossuth Könyvkiadó, Budapest, 1980
- Lipovecz Iván: Új kormány az NSZK-ban. Kossuth Könyvkiadó, Budapest, 1983